# Quyền LGBT ở Zimbabwe
Đồng tính nữ, đồng tính nam, song tính và chuyển giới ở Zimbabwe đối mặt với những thách thức pháp lý mà những người không - LGBT không gặp phải. Từ năm 1995, Chính phủ Zimbabwe đã thực hiện chiến dịch chống lại quyền LGBT. Sodomy được phân loại là hành vi tình dục bất hợp pháp và được định nghĩa trong Bộ luật hình sự là quan hệ tình dục qua đường hậu môn hoặc bất kỳ "hành động không đứng đắn" giữa người lớn đồng ý. Luật cũng áp dụng cho người dị tính, nhưng không áp dụng cho đồng tính nữ.
Zimbabwe trái ngược hoàn toàn với nước láng giềng Nam Phi, cũng như Botswana và Mozambique gần đây đã ban hành các biện pháp bảo vệ LGBT. Hôn nhân đồng giới bị cấm bởi Hiến pháp Zimbabwe, và người LGBT không được hưởng sự bảo vệ pháp lý nào từ sự phân biệt đối xử, bạo lực và quấy rối. Các thành viên của cộng đồng LGBT bị thiệt thòi rất nhiều trong cả lĩnh vực pháp lý và xã hội. Do đó, nhiều người chọn ở lại trong tủ quần áo, tự sát hoặc chuyển đến Nam Phi. Tuy nhiên, kể từ khi Robert Mugabe bị buộc rời khỏi vị trí tổng thống vào tháng 11 năm 2017, các nhà hoạt động LGBT đã bày tỏ hy vọng rằng quyền con người của họ sẽ được tôn trọng.
Theo một cuộc khảo sát năm 2018, 50% người đồng tính nam ở Zimbabwe đã bị hành hung về thể xác và 64% đã bị gia đình họ ruồng bỏ. 27% đồng tính nữ cũng báo cáo sự thất vọng.
Đồng tính luyến ái, quan hệ đồng giới và mặc quần áo chéo đã từng được chấp nhận và phổ biến ở Zimbabwe trước thời thuộc địa và hậu độc lập chính sách chống chính phủ trắng, từ đó đã lan truyền niềm tin sai lầm rằng đồng tính luyến ái là phi châu Phi hoặc một sản phẩm phương Tây. Hoạt động đồng tính luyến ái đã được ghi nhận trong số người San, người Khoikhoi, người Ndebele và người Shona.

## Bảng tóm tắt
| Hoạt động tình dục đồng giới hợp pháp                                                                                       | / (Bất hợp pháp cho nam giới; hợp pháp cho nữ) |
| Độ tuổi đồng ý | No                                             |
| Luật chống phân biệt đối xử chỉ trong việc làm                                                                              | No                                             |
| Luật chống phân biệt đối xử trong việc cung cấp hàng hóa và dịch vụ                                                         | No                                             |
| Luật chống phân biệt đối xử trong tất cả các lĩnh vực khác (Bao gồm phân biệt đối xử gián tiếp, ngôn từ kích động thù địch) | No                                             |
| Hôn nhân đồng giới | (Hiến pháp cấm từ năm 2013)                    |
| Con nuôi của các cặp vợ chồng đồng giới                                                                                     | No                                             |
| Con nuôi chung của các cặp đồng giới                                                                                        | No                                             |
| Người LGBT được phép phục vụ công khai trong quân đội                                                                       | No                                             |
| Quyền thay đổi giới tính hợp pháp                                                                                           | No                                             |
| Truy cập IVF cho đồng tính nữ                                                                                               | No                                             |
| Mang thai hộ thương mại cho các cặp đồng tính nam                                                                           | No                                             |
| NQHN được phép hiến máu | No                                             |